# معهد ماكس بلانك لأبحاث الحديد
معهد ماكس بلانك لأبحاث الحديد (بالألمانية: Max-Planck-Institut für Eisenforschung) هو معهد أبحاث تابع لجمعية ماكس بلانك ومقره مدينة دوسلدورف. 
أُسس المعهد سنة 1917، تحت اسم معهد القيصر فيلهلم لأبحاث الحديد (بالألمانية: Kaiser-Wilhelm-Institut für Eisenforschung)، واستقل قانونيًا منذ سنة 1971 وجرى تنظيمه كشركة ذات مسؤولية محدودة يمتلكها ويمولها كل من جمعية ماكس بلانك ومعهد الحديد الصلب (بالألمانية: Stahlinstitut VDEh) مناصفة. تجرى في المعهد الأبحاث الأساسية حول المواد المتقدمة، وخاصة الصلب والسبائك المعدنية ذات الصلة.

## وصلات خارجية
- الموقع الرسمي للمعهد (بالألمانية)

```
(بالإنجليزية)
```